# Ágústa Þorsteinsdóttir
Ágústa Þorsteinsdóttir (Reykjavík, 17 aprile 1942 – Reykjavík, 21 agosto 2008) è stata una nuotatrice islandese.
Specializzata nello stile libero, ha partecipato ai Giochi di Roma 1960, gareggiando nei 100m sl.